# Jadran Šetlík
Jadran Šetlík (* 19. ledna 1952 Terst, Itálie) je český umělecký fotograf.

## Životopis
Dětství prožil střídavě v Itálii a v Praze. Jeho otec byl novinářem, v Itálii byl dopisovatelem ČTK. Jadran Šetlík v Římě náhodně potkával známé osobnosti a v patnácti letech je začal fotografovat. Od osmnácti let studoval fotografii v Praze. Jako profesionální umělecký fotograf nejraději fotil ženu v rozmanitých podobách a situacích, ať už se jednalo o portréty, módu či reklamní fotografie. Fotil však i architekturu a jiné žánry. Stal se světově proslulým, účastnil se či pořádal mnoho výstav v České republice i v zahraničí.

## Pocty a vyznamenání
Jméno Jadrana Šetlíka nese salonek v Hotelu Růže v Českém Krumlově a místnost na zámku Slavkov.

## Galerie

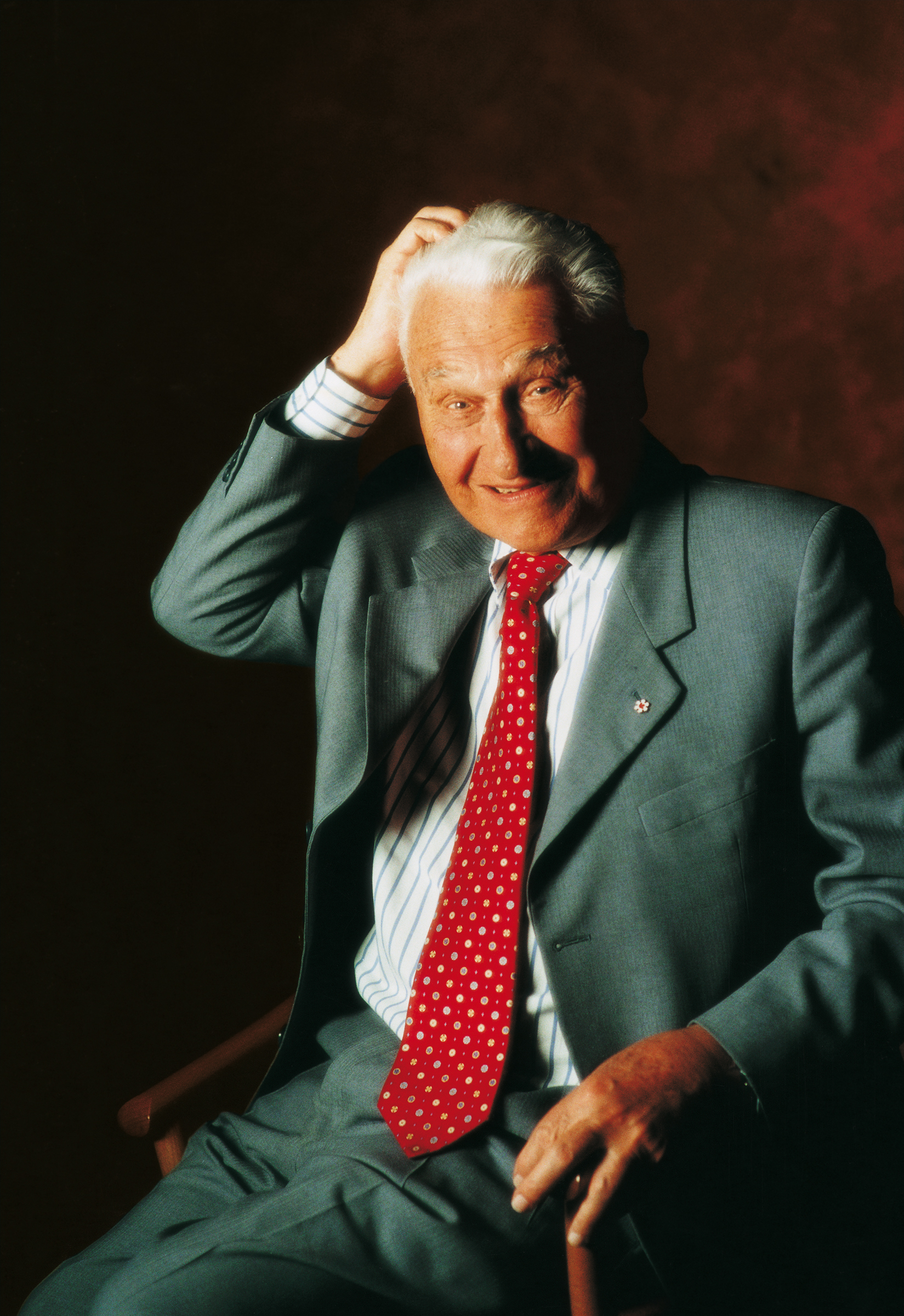
Tomáš Baťa
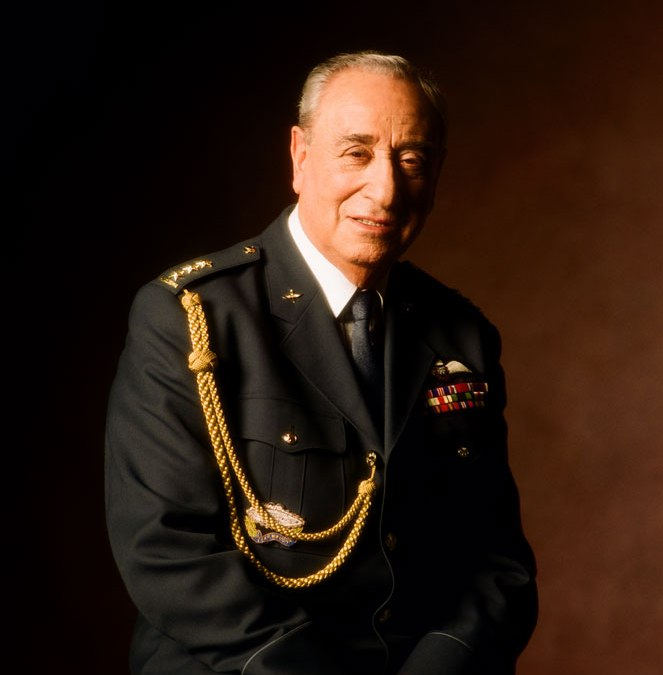
Jan Horal
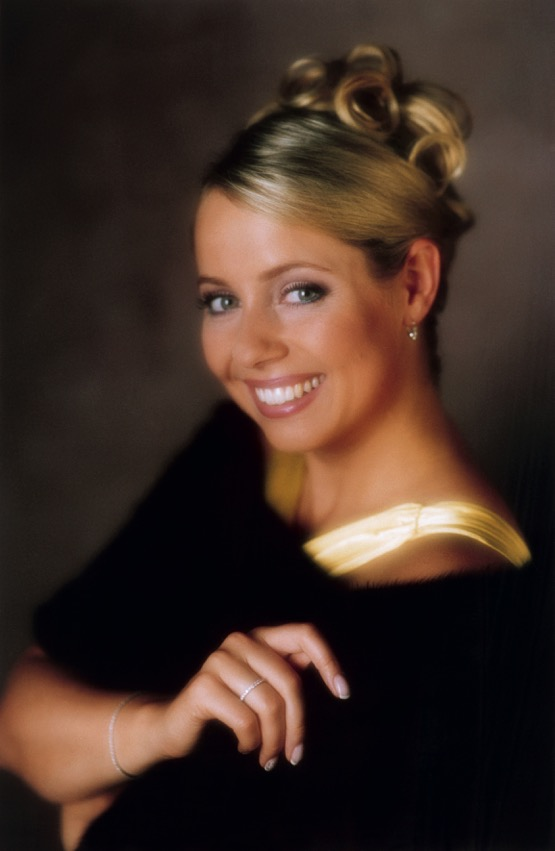
Markéta Fassati
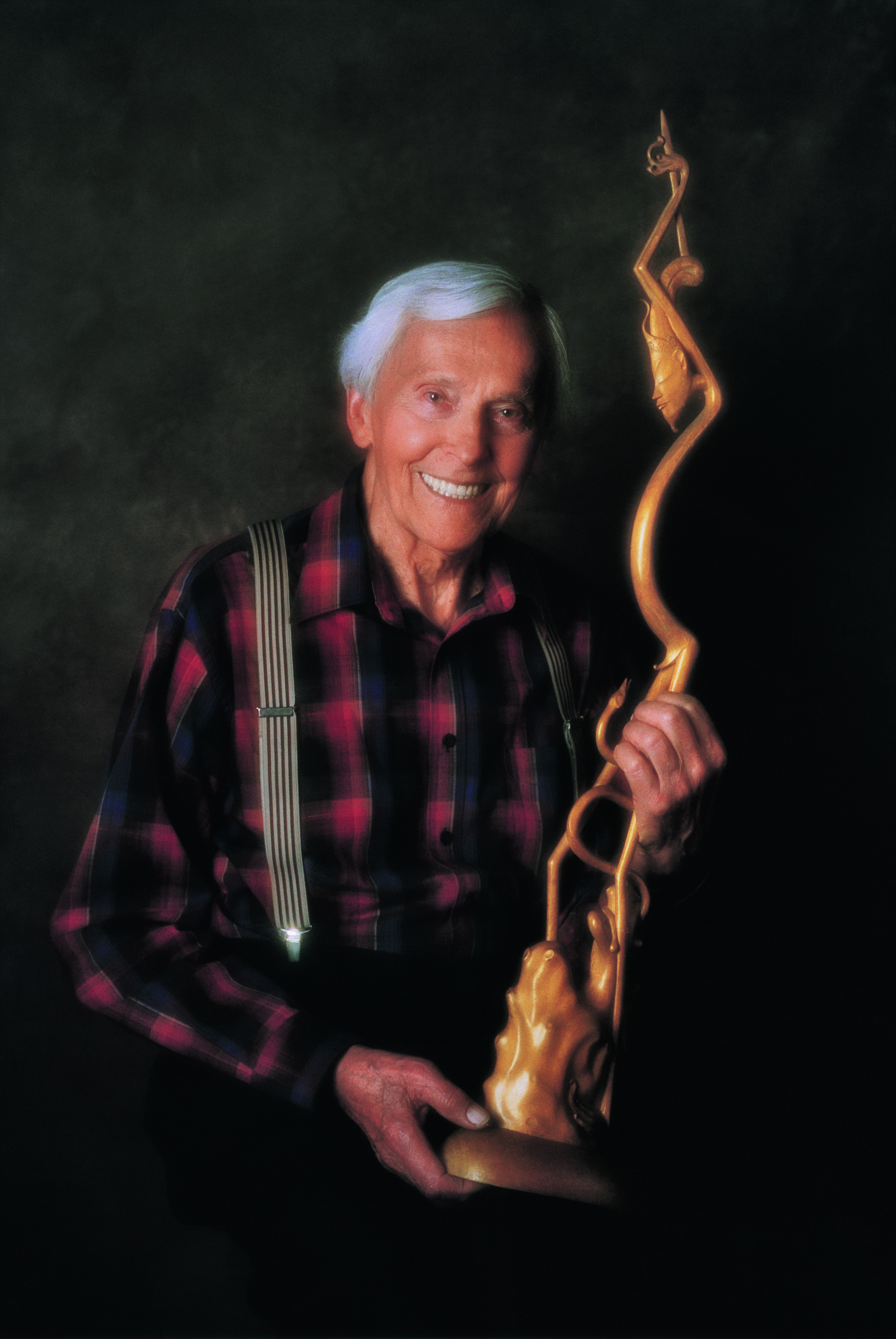
Miroslav Zikmund